# After Forever (canción)
"After Forever" es una canción de la banda inglesa de heavy metal Black Sabbath. Pertenece al álbum Master of Reality de 1971. "After Forever" fue lanzada como sencillo junto a "Fairies Wear Boots" en 1971.
La letra fue compuesta por Geezer Butler y la música por Tony Iommi. La letra hace hincapié en temas cristianos,[cita requerida] lo que ocasionó cierto asombro en la época, pues la banda era vista por muchos como satánica (lo que los mismos músicos se han encargado de negar en repetidas ocasiones), debido a su oscura imagen y sonido. En una entrevista concedida en 2015, el propio Butler afirmó que buena parte de las ideas a la hora de escribir la letra de la canción tienen que ver con «la situación en Irlanda del Norte en aquel momento», refiriéndose expresamente al conflicto que enfrentaba «a protestantes y católicos».

## Versiones
- Biohazard en el álbum tributo Nativity in Black.[5]
- Deliverance en el álbum de 1992 What a Joke.
- Stryper en el álbum de 2015 Fallen.[6]

## Personal
- Ozzy Osbourne – voz
- Tony Iommi – guitarra
- Geezer Butler – bajo
- Bill Ward – percusión